# Solfara Mizzaro
La solfara Mizzaro o miniera Mizzaro  è stata una miniera di zolfo sita in provincia di Agrigento nei pressi del comune di Sant'Angelo Muxaro.
Aperta dopo 1875 è oggi inattiva.